# 西杜利
西杜利（Siduli），是印度西孟加拉邦Barddhaman县的一个城镇。总人口8341（2001年）。

## 人口
该地2001年总人口8341人，其中男性4494人，女性3847人；0—6岁人口1164人，其中男596人，女568人；识字率54.60%，其中男性为64.80%，女性为42.68%。